# Pergine Valdarno
Pergine Valdarno ist ein Ortsteil (Fraktion, italienisch frazione) der Gemeinde Laterina Pergine Valdarno in der Provinz Arezzo in der Region Toskana in Italien.

## Geografie

Lage der ehemaligen Gemeinde Pergine Valdarno in der Provinz Arezzo

Die ehemalige Gemeinde erstreckte sich über rund 47 km². Pergine Valdarno liegt etwa 15 km westlich der Provinzhauptstadt Arezzo und 50 km südöstlich der Regionalhauptstadt Florenz im Arnotal (Valdarno) in der klimatischen Einordnung italienischer Gemeinden in der Zone E 2 188 GR/G.
Zu den Ortsteilen zählen Montalto (251 m, ca. 950 Einwohner), Pieve a Presciano (323 m, ca. 300 Einwohner), Poggio Bagnoli (304 m, ca. 100 Einwohner) und Cavi-Casalone (als Teil von Ponticino, das auch zu Laterina gehört, 262 m, ca. 500 Einwohner).

## Geschichte
Erstmals schriftlich erwähnt wird der Ort mit Burg und Kirche (San Michele) im August 1056. Danach gelangte der Ort in den Einflussbereich der Abtei Abbazia di Santa Maria di Agnano (auch Badia Agnano genannt, etwa 6 km südwestlich, heute Gemeinde Bucine), was am 13. Januar 1154 von Papst Anastasius IV. bestätigt wurde. In der zweiten Hälfte des 14. Jahrhunderts unterwarfen sich die Gemeinden der Gegend der Signoria in Florenz, so auch Pergine Valdarno.
Zum 1. Januar 2018 schloss sich der Ort mit der Nachbargemeinde Laterina zur neuen Gemeinde Laterina Pergine Valdarno zusammen. In dem Referendum vom 29. und 30. Oktober 2017 stimmten in Pergine Valdarno 50,60 % (60,49 % Wahlbeteiligung) für den Zusammenschluss. Das Gesetz zur Fusion der beiden Gemeinden ist das Legge Regionale n.55 vom 5. Dezember 2017. Das Rathaus befindet sich in Laterina.

## Sehenswürdigkeiten

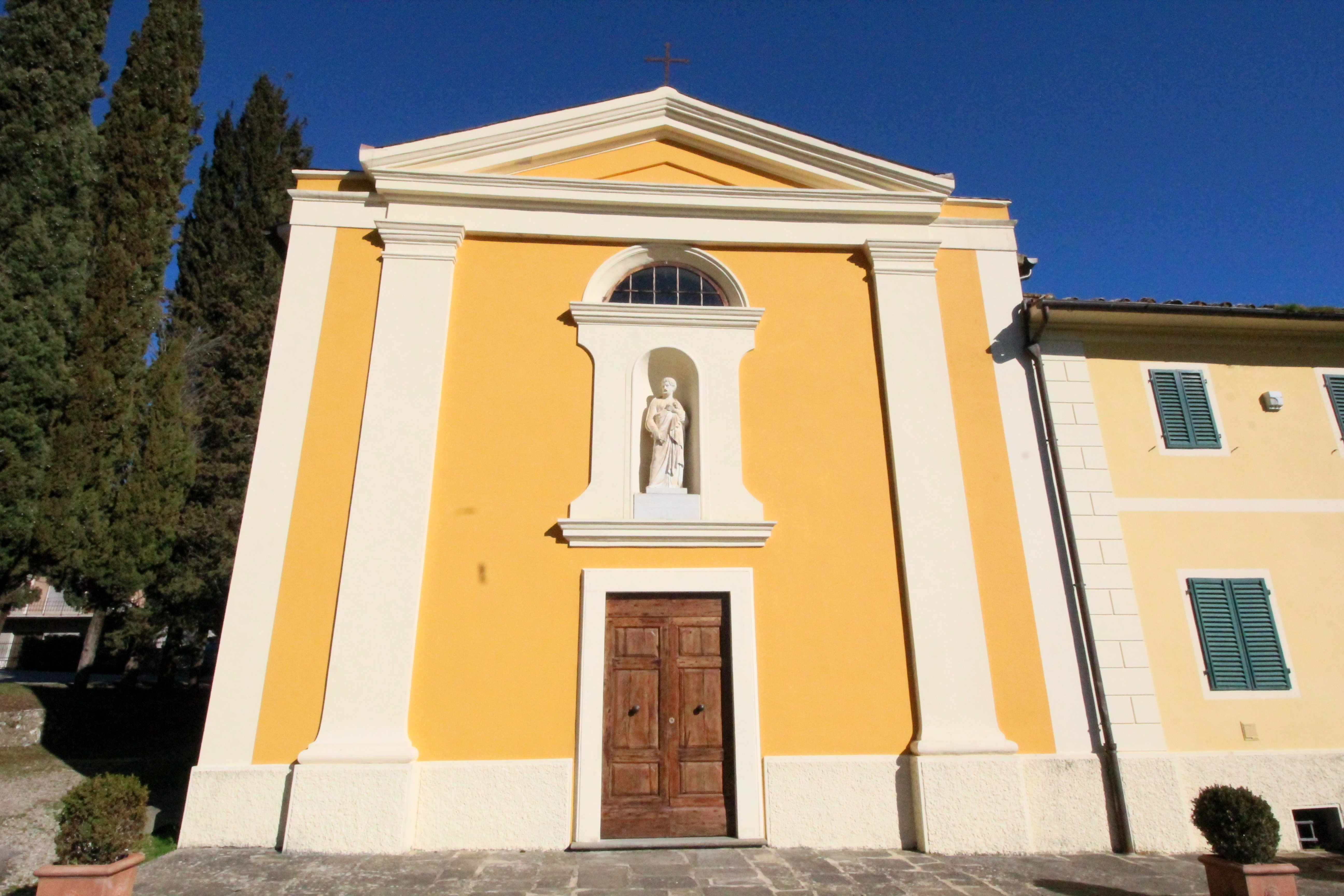
San Pietro a Presciano, Pieve a Presciano

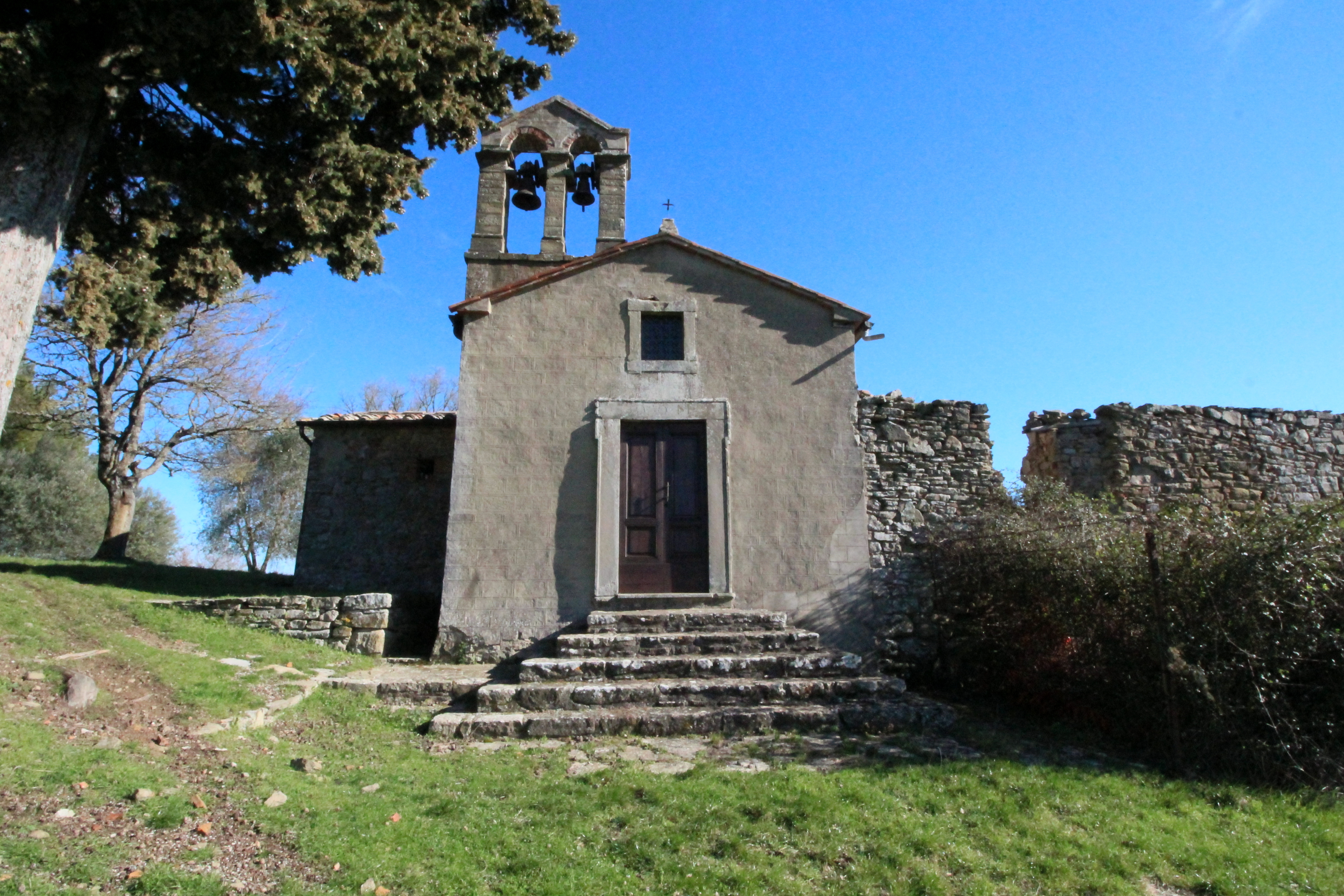
Santuario di Santa Maria della Neve di Castelvecchio a Migliari

- Chiesa di San Michele, erstmals 1056 erwähnte Kirche im Ortskern.[7]
- Chiesa di San Pietro a Presciano (auch Pieve a Presciano), erstmals 1021 erwähnte Pieve.[8]
- Santuario di Santa Maria della Neve di Castelvecchio a Migliari, im 14. Jahrhundert entstandenes Sanktuarium.[9]

## Gemeindepartnerschaften
- Mimet, Département Bouches-du-Rhône, Frankreich, seit 1989
- Boujdur, Westsahara.
- Pergine Valsugana, Italien.
- zudem ist der Ort Teil der European Cultural Villages.